# Grande Plaine septentrionale
La Grande Plaine septentrionale est une des sept régions économico-statistiques définies par la nomenclature d'unités territoriales statistiques et regroupant trois comitats (département administratif hongrois) : Hajdú-Bihar, Jász-Nagykun-Szolnok, et Szabolcs-Szatmár-Bereg.